# Kōta Hattori
Kōta Hattori (服部 公太?, Hattori Kōta; Narashino, 22 novembre 1977) è un allenatore di calcio ed ex calciatore giapponese, di ruolo centrocampista, allenatore delle giovanili del Sanfrecce Hiroshima.

## Palmarès

### Club

#### Competizioni nazionali
- Supercoppa giapponese: 1

Sanfrecce Hiroshima: 2008

### Individuale
- Premio Fair-Play del campionato giapponese: 1

2009